# Городок (Александрийский сельсовет)
Городо́к (бел. Гарадок) — деревня в Александрийском сельсовете Шкловского района Могилёвской области Белоруссии.
Городок расположен к югу от центра сельсовета — деревни Староселье.

## История
В 1606 году село Городок было передано королевским привилеем Старосельскому костёлу Оршанского уезда при передаче фольварка Троицкого, с ним также тогда были переданы и гумно, и зябь, и огороды с мельницей и ставами на реке Берёзовке и село Воронки.